# Siemowit
Siemowit (sau Ziemowit) a fost, conform cronicilor lui Gallus Anonymus, fiul lui Piast Kołodziej și al Rzepichei. Este considerat ca fiind unul dintre cei patru fii legendari al celui care a întemeiat Dinastia Piaștilor, dar în prezent se consideră ca a fost un conducător care a existat ca persoană istorică.
A ajuns Duce al Poloniei în secolul al IX-lea după ce tatăl său, fiul lui Chościsko, a refuzat să ia locul legendarului duce Popiel. Siemowit a fost ales duce de către wiec (sau veche, adunarea populară). Conform unei legende populare, Popiel a fost apoi mâncat de șoareci în turnul său de lângă lacul Gopło.
Singura referință la Siemowit, împreună cu fiul său Lestek și cu nepotul său Siemomysł, provine din cronicile medievale ale lui Gallus Anonymus.
Nepotul lui Siemowit, Mieszko I din dinastia Piast, este considerat a fi primul conducător al Poloniei care s-a botezat deși dovezi anterioare ale propagării creștinismului arian au fost descoperite în sudul Poloniei. 

## Vezi și
- Preistoria Poloniei